# Філіп Генрі Мюллер
Філіп Генрі Мюллер (2 січня 1956) — політик і дипломат. Міністр закордонних справ Маршаллових островів (1994—1996). Постійний представник Маршаллових островів в ООН (з 2008)

## Життєпис
Народився 2 січня 1956 року. У 1971—1975 він отримав освіту в середній школі Ксав'є в Чуук, і протягом наступних чотирьох років в Університет Рокхерста в Канзас-Сіті, штат Міссурі.
Він почав працювати в 1980 році як службовець у міністерстві соціального забезпечення, потім з 1982 року у Міністерстві закордонних справ. У 1984 році він був обраний до парламенту, де він був депутатом до 1999 року. Увійшов до уряду Амата Кабуї, послідовно обіймав посади міністра кабінету міністрів (1984—1986), міністра освіти (1986—1994) та міністра закордонних справ (1994—1996). Він також виконував цю останню функцію в кабінетах Куніо Лемарі та Імати Кабуї (1997—1999). Після виходу з політики він зайнявся бізнесом. У 2008 році він повернувся до суспільного життя, був призначений постійним представником Маршаллових островів в ООН в Нью-Йорку.